# ニンジニアネットワーク
ニンジニアネットワーク株式会社（Ningineer Network Co,ltd.）は、愛媛県伊予市に本社を置く、オフィス用品などの通信販売を行う企業。愛媛県松山市に本社を置く株式会社東洋印刷の関連企業。静岡県三島市の東洋印刷株式会社とは無関係である。

## 社名の由来
「ニンジニアネットワーク」とは「ニンジン、エンジニア、ネットワーク」の3つの言葉を掛けたもの。世間を「馬」に例え、当社が馬を釣るニンジンの役目となるが如く「世の中の30センチ先を行き、それを技術力・想像力で実現しよう」という願いを込めて命名された。なおロゴの「ニンジ『ニ』ア」の上部分はニンジンの絵になっている。

## サービス
- 業務用の通販のほか、一般個人や中小企業向け通販「ラシンク」も提供している。2014年には「ラシンクジーンズ」を展開。アパレル業界にも進出している。ラシンクは通販の他、東京・大阪・福岡に直営店も置く。
  - 「ラシンク」とは、厳選した商品を消費者に届けるための「羅針盤」という意味合いを込めている[1]
  - 2017年2月以後、「ラシンク」はジーンズを中心としたアパレル専用のブランドに特化することになり、従来「ラシンク」として扱ってきた一般個人・中小企業向け通販事業の部門は「RUPPLY」（ルプライ）のブランドで展開することになった[2]。

## 愛媛FCとの関係

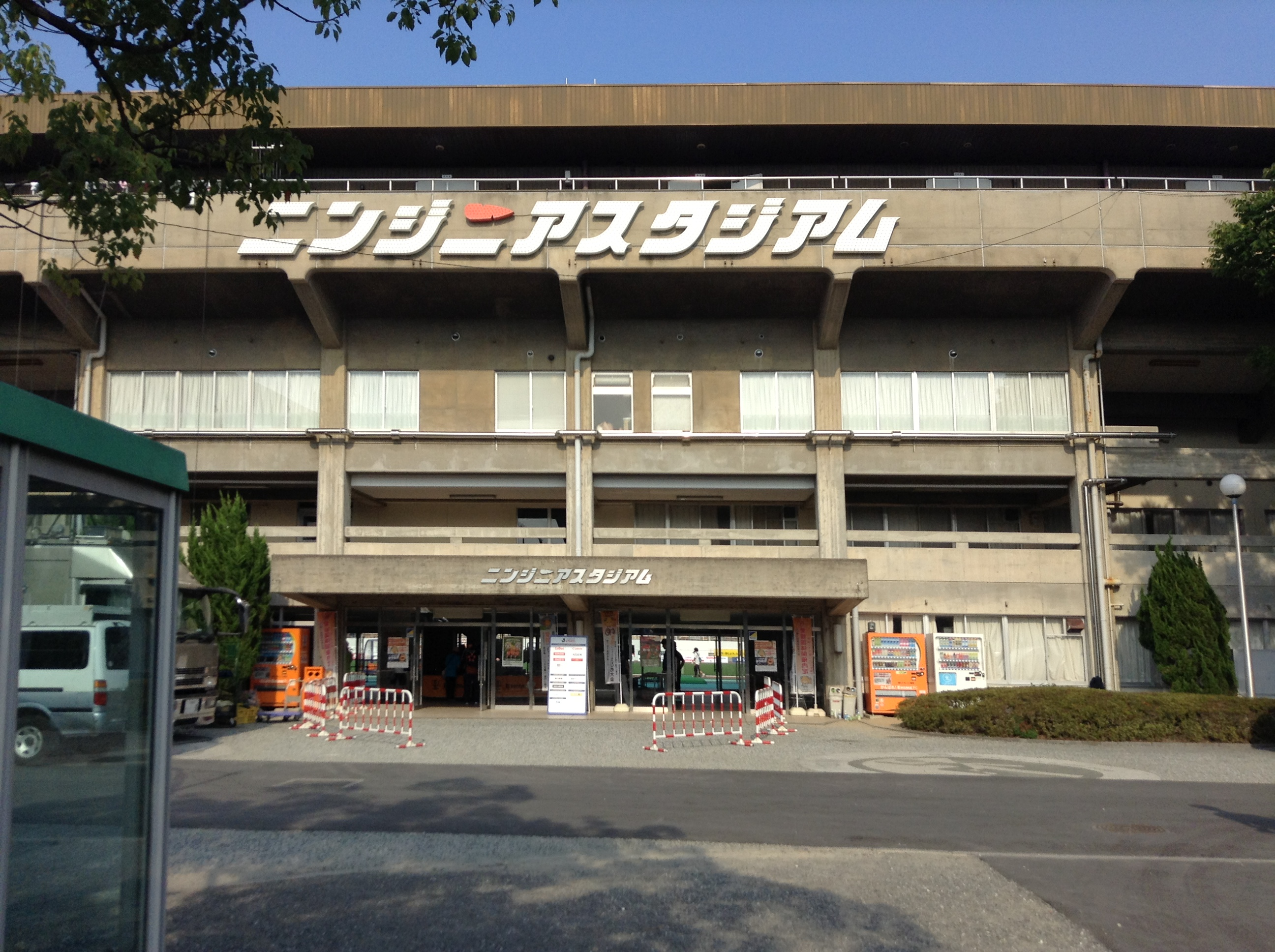
ニンジニアスタジアム正面入り口。ニンジニアスタジアムの名称が確認できる。

日本プロサッカーリーグ（Jリーグ）に加盟する愛媛FCとは2003年にスポンサー契約を結んで以来、積極的なサポートを行なっている。2008年3月にホームグラウンドの愛媛県総合運動公園陸上競技場の命名権を取得し「ニンジニアスタジアム」（略称：ニンスタ）の愛称がつけられている。

## 提供番組

### 一社提供番組
- ニンステ!ダンスTV（あいテレビ）
  - 2016年1月に「ニンステTV We Love 愛媛FC!」よりリニューアル。
- ニンジニアネットワーク NEXT HEROS from EHIME（FM愛媛）
- ニンジニアネットワーク 和田ラヂヲの、聴くラヂヲ→ニンジニアネットワーク 和田ラヂヲの、聴くラヂヲ2→ニンジニアネットワーク 和田ラヂヲの、聴くラヂヲ3（FM愛媛）
- ニンジニアネットワーク イタリア流俳句時間（FM愛媛）

### その他
- J-LEAGUE WIDE（BS-TBS）
試合日によるが、表記上単独協賛（但しパーティシペーションスポンサーのCMも放映）となる場合と、他のスポンサーとの共同協賛となる日がある。
- ボクは坊さん。（2015年公開の日本映画）
「ラシンク・ニンジニア」名義で出資スポンサーになっている。